# Les Sœurs (film, 1979)
Pour les articles homonymes, voir Les Sœurs.
Pour plus de détails, voir Fiche technique et Distribution.
Les Sœurs (Schwestern oder Die Balance des Glücks) est un film dramatique allemand réalisé par Margarethe von Trotta et sorti en 1979.
Il s'agit d'une adaptation du roman Traumprotokolle de Wolfgang Bächler paru en 1972.

## Synopsis
Maria et Anna Sundermann sont les deux sœurs dont la mentalité et les objectifs sont totalement différents. Maria, l'aînée des deux, est déterminée et vise haut dans son travail de secrétaire de direction de Monsieur Münzinger. Sa petite sœur Anna, en revanche, semble plus fragile et introvertie, elle fait des études mais elle est pleine de doutes. Maria, qui soutient Anna mais la pousse aussi et tente de l'influencer dans sa nature, ne comprend pas les doutes et les peurs permanents d'Anna. Les rébellions d'Anna contre la domination de sa grande sœur sont à peine perceptibles : Elle rumine et menace d'abandonner ses études, prend des pilules et écrit un journal sur tout ce qui l'agite au plus profond d'elle-même. Un jour, Anna ne peut plus résister à cette pression intérieure qui menace de la submerger : Après que Maria ait menacé de s'éloigner d'Anna sur le plan émotionnel en raison de son amour pour Maurice, le fils de Münziger, Anna, qui craint de perdre tout repère dans sa vie avec l'amour de Maria pour Maurice, décide de prendre la mesure drastique ultime et de se suicider.
L'état de choc passé, Maria reprend l'initiative et, comme on en a l'habitude, prend les choses en main. Elle « remplace » sa sœur décédée et engage la jeune Miriam Grau comme sténo-dactylo à ses côtés. Mais sa tentative de faire de Miriam une seconde, une nouvelle Anna, échoue. Car l'équilibre du bonheur (comme l'indique le sous-titre du film), est détruit par la mort d'Anna, même si la manière dont Maria tente de prendre un nouveau départ représente en même temps une chance, qu'elle ne trouvera toutefois pas en Miriam. Cette jeune femme, qui a découvert le journal d'Anna et compris le rôle dangereux, voire impossible, qu'on voulait lui faire jouer, se libère de cette construction émotionnelle dans laquelle elle n'aurait jamais pu faire autre chose que jouer un rôle de substitut. Marie reste seule. Elle reconnaît maintenant ses sentiments et commence pour la première fois à faire son deuil et à se changer elle-même (au lieu de changer les autres, comme c'était le cas jusqu'à présent). Ce n'est qu'à ce moment-là que Maria commence elle aussi à se libérer réellement.

## Fiche technique
- Titre original allemand : Schwestern oder Die Balance des Glücks[1]
- Titre français : Les Sœurs[2] ou Les Sœurs ou l’équilibre du bonheur
- Réalisateur : Margarethe von Trotta
- Scénario : Margarethe von Trotta d'après le roman Traumprotokolle (1972) de Wolfgang Bächler
- Photographie : Franz Rath (de)
- Montage : Annette Dorn (de)
- Musique : Konstantin Wecker (de) sur des partitions d'Henry Purcell
- Production : Eberhard Junkersdorf (de)
- Sociétés de production : Bioskop-Film GmbH & Co. Produktionsteam KG (Munich) ; Westdeutscher Rundfunk (WDR) (Cologne)
- Pays de production :  Allemagne de l'Ouest
- Langues originales : allemand
- Format : couleurs par Eastmancolor - 1,66:1 - Son mono - 35 mm
- Durée : 79 minutes
- Genre : drame
- Dates de sortie :
  - Allemagne de l'Ouest : 17 septembre 1979
  - France : mars 1981 (Festival international de films de femmes de Créteil)

## Distribution
- Jutta Lampe : Maria Sundermann
- Gudrun Gabriel (de) : Anna Sundermann
- Jessica Früh (de) : Miriam Grau
- Konstantin Wecker : Robert Edelschneider
- Agnes Fink : Mère Sundermann
- Heinz Bennent : Münzinger
- Rainer Delventhal (de) : Maurice Münzinger
- Fritz Lichtenhahn (de) : Fritz
- Günther Schütz : Professeur
- Ilse Bahrs : femme aveugle
- Barbara Sauerbaum : Marie enfant
- Marie-Hélène Diekmann : Anna enfant
- Lieselotte Arnold (de) : Mme Eder
- Editha Horn : Sœur de la femme aveugle
- Ellen Esser (de)[3] : La sœur de Fritzen
- Heinrich Marmann : Portier
- Edith Garden : Professeur d'anglais
- Kathie Thomsen : flûtiste
- Volker Schwab : collègue de Robert
- Dionysios Kawathas : Étudiant